# Mobyè Dam
Mobyè Dam är en dammbyggnad i Myanmar.   Den ligger i regionen Shanstaten, i den centrala delen av landet, 100 km öster om huvudstaden Naypyidaw. Mobyè Dam ligger 878 meter över havet.
Terrängen runt Mobyè Dam är kuperad åt nordväst, men åt sydost är den platt. Runt Mobyè Dam är det ganska tätbefolkat, med 72 invånare per kvadratkilometer. Närmaste större samhälle är Loikaw, 17,1 km sydost om Mobyè Dam. I omgivningarna runt Mobyè Dam växer huvudsakligen savannskog.